# Fawaz Fallatah
Fawaz Fallatah, né le 8 mars 1989 en Arabie saoudite, est un footballeur saoudien. Il évolue au poste de défenseur central avec le club d'Al-Qadisiyah FC.

## Biographie
Il joue plus de 100 matchs en première division saoudienne. Il inscrit deux buts dans ce championnat lors de la saison 2013-2014.